# 清家利一
清家 利一（せいけ りいち、1966年9月6日 - ）は、日本の俳優・スーツアクター・アクション監督・殺陣師。本名の表記は同じで、読みは「せいけ としかず」。愛媛県出身。ジャパンアクションエンタープライズ（JAE）所属。

## 人物
趣味はゴルフ、特技は空手・乗馬。
学生時代は父親の意向で競輪選手を目指し、高校時代にはインターハイにも出場していたが、父親の敷いたレールに乗るのが嫌になり、少林寺拳法も嗜んでいたことからそれを活かす仕事を求めJAC（現・JAE）の入団テストを受けた。
JACに第14期生として入門。同期には岡元次郎や宮崎剛などがいる、岡元とは共演頻度も多い。清家は細かいことは相談せず相手がどう動くかは言わなくてもわかると語っており、岡元も清家とは芝居がやりやすいと述べている。
映画『コータローまかりとおる!』のエキストラや後楽園ゆうえんちのショーなどを経て、1985年に『電撃戦隊チェンジマン』の戦闘員役でデビュー。特撮番組のほか、舞台でも活動している。特に1990年代から2000年代初頭前後までは、時代劇で顔出し中心に活動していた。『轟轟戦隊ボウケンジャー』よりスーツアクターとしての活動を本格的に再開し、主にスーパー戦隊シリーズでレギュラーを務めている。
つかこうへい演出の舞台でつかから指名されたのをきっかけに殺陣師としても活動する。スーパー戦隊シリーズでは、『帰ってきた獣電戦隊キョウリュウジャー 100 YEARS AFTER』以降、次回作の準備で現場を離れる福沢博文に代わってテレビシリーズ終盤やオリジナルビデオを担当するなど、アクション監督としても活動している。清家自身は殺陣師になるつもりはなかったとしており、2015年のインタビューでは俳優と殺陣師・アクション監督を掛け持っていることに悩んでいる旨を語っている。また自身も演じ手として役者のわがままが理解できる一方で、アクション監督としては立ち回りや画作りを優先せねばならないため、役者としての感覚を一旦切らなければならないのが大変であると述べている。

## 出演

### テレビドラマ
- 恋子の毎日（1986年、TBS）
- 水戸黄門（TBS / C.A.L） 
  - 第17部 第1話 - 第9話 （1987年） - 道鬼の配下[6]
  - 第18部 第1話～第5話、第9話、第12話、第15話～第17話（1988年 - 1989年） - 玄竜の配下
- ゴリラ・警視庁捜査第8班 第29話（1989年、テレビ朝日）
- 長七郎江戸日記・第2シリーズ 第60話（1989年、日本テレビ）
- 代表取締役刑事 第39話（1990年 - 1991年、テレビ朝日）
- こちら名探偵出血奉仕!（1991年、テレビ朝日）
- 徳川無頼帳 第16話、第24話（1992年、テレビ東京）
- 影狩り（1992年、フジテレビ）
- 熱海殺人事件-売春捜査官2（1992年、TBS）
- NIGHT HEAD 第15話（1992年 - 1993年、フジテレビ）
- 輝く季節の中で（1995年、フジテレビ）
- 人生は上々だ 第3話（1995年、TBS）
- 3番テーブルの客 第12話（1996年 - 1997年、フジテレビ）
- はみだし刑事情熱系 最終回スペシャル（1997年、テレビ朝日）
- ラブとエロス 第3話・第6話（1998年、TBS）
- タクシードライバーの推理日誌 10 「黒いひまわりの女」（1998年、テレビ朝日）
- ルーキー! 第1話（2001年、関西テレビ）
- 駅前タクシー湯けむり事件案内（2003年、TBS）
- 月曜ミステリー劇場 ざこ検事 潮貞志の事件簿 2（2004年、TBS）
- スカイハイ2 第9話（2004年、テレビ朝日）
- 子連れ狼 完結篇（2004年、テレビ朝日）
- めだか（2004年、フジテレビ）
- NHK大河ドラマ
  - 義経 第7話・第44話（2005年）
  - 功名が辻 第46話（2006年） - 長宗我部重臣 役
  - 麒麟がくる 第二回（2020年） - 織田信康 役[12]
- 交渉人（2005年、テレビ朝日）
- 離婚弁護士II〜ハンサムウーマン〜 第11話（2005年、フジテレビ）
- 日本のシンドラー 杉原千畝物語（2005年、よみうりテレビ）
- キッチン・ウォーズ（2006年、フジテレビ） - 警察官 役
- 風林火山（2006年、テレビ朝日） - 警護頭 役
- 隣の女〜幽霊屋敷の殺人事件!?（2006年、TBS）
- 水戸黄門 第37部 第10話「死ぬな! 風の鬼若!!・能代」 （2007年、TBS） - 十蔵 役
- プラチナエイジ（2015年、東海テレビ） - 中森浩介 役
- パパがも一度恋をした 第7話・第8話（2020年、フジテレビ）[13]

### 特撮テレビドラマ
- スーパー戦隊シリーズ（テレビ朝日）
  - 電撃戦隊チェンジマン（1985年 - 1986年） - ヒドラー兵[6][2]
  - 超新星フラッシュマン（1986年 - 1987年） - ゾロー[6]、ホウ[2]
  - 光戦隊マスクマン（1987年 - 1988年）
  - 超獣戦隊ライブマン（1988年 - 1989年）[14]
  - 激走戦隊カーレンジャー 第1話（1996年）
  - 特捜戦隊デカレンジャー（2004年 - 2005年） - 警官 役（第1話）、看守 役（第28話）
  - 轟轟戦隊ボウケンジャー（2006年 - 2007年） - ガイ / クエスター・ガイ[15][2][6]、ズバーン[6][2]
  - 獣拳戦隊ゲキレンジャー（2007年 - 2008年） - ゲキバイオレット[2][6][7]、スウグ[16]
  - 炎神戦隊ゴーオンジャー（2008年 - 2009年） - ヨゴシュタイン[2][6]、ゴーオンブラック[17]、犯人B 役
  - 侍戦隊シンケンジャー（2009年 - 2010年） - 腑破十臓[18][2][6]、筋殻アクマロ[18][2][6]、シンケンブルー（代役）[19][6]、モチベトリの声（りーち名義）[6]、側近A 役
  - 天装戦隊ゴセイジャー（2010年 - 2011年、テレビ朝日） - 彗星のブレドラン[20][6] / チュパカブラの武レドラン[21] / サイボーグのブレドRUN[21] / 救星主のブラジラ[22]
  - 海賊戦隊ゴーカイジャー（2011年 - 2012年、テレビ朝日） - ワルズ・ギル[23][2][6]、グレートワルズ[24][2]
  - 特命戦隊ゴーバスターズ（2012年 - 2013年） - ビートバスター[25][6]、道場の男 役（第39話）
  - 獣電戦隊キョウリュウジャー（2013年 - 2014年） - ドゴルド[26][6]
  - 烈車戦隊トッキュウジャー（2014年 - 2015年） - ネロ男爵[27][3][6]
  - 手裏剣戦隊ニンニンジャー（2015年 - 2016年） - 晦正影[28][4]、ドラキュラ[28]、オオカミオトコ[28]、先代ラストニンジャ 役
  - 動物戦隊ジュウオウジャー（2016年 - 2017年） - クバル[29][5]、ザワールド（代役）[30]
  - 宇宙戦隊キュウレンジャー（2017年 - 2018年） - イカーゲン[31]、先生忍者、ドン・アルマゲ[32]、牛型汎用破壊兵器ゼロ号、ドン・アスラン、ドン・クエルボ、ドン・ツルギ[33] 役
  - 4週連続スペシャル スーパー戦隊最強バトル!!（2019年） - ガイソーグ[34]
  - 騎士竜戦隊リュウソウジャー（2019年 - 2020年） - ガイソーグ[35]、リュウソウブラウン[35]
  - 魔進戦隊キラメイジャー（2020年 - 2021年） - 家臣役（エピソード3）[36] 役
  - 機界戦隊ゼンカイジャー（2021年 - 2022年） - バラシタラ[37][1]、空手家（第22カイ！）[1]、ピラート・ゴールドツイカー[38][1] 役
  - 暴太郎戦隊ドンブラザーズ（2022年 - 2023年） - ソノザ変身体[39][40]
  - 王様戦隊キングオージャー（2023年 - 2024年） - デズナラク8世[41][8]、ダグデド・ドゥジャルダン[42][8]
  - 爆上戦隊ブンブンジャー（2024年 - 2025年） - マッドレックス[43][9] / マッドレックス・フューリー[44][9]、ワルイド・スピンドー[45][9]、アンテナグルマー（11）[46][9]、ジムグルマー（17）[9]、サンタクロース（42）[9]
- 仮面ライダーシリーズ
  - 仮面ライダーBLACK（1987年 - 1988年、TBS） - シャドームーン[47]
  - 仮面ライダーBLACK RX（1988年 - 1989年、TBS） - 仮面ライダー2号[48]
  - 仮面ライダーカブト（2006年 - 2007年、テレビ朝日）
  - 仮面ライダーキバ（2008年 - 2009年、テレビ朝日）
  - 仮面ライダーディケイド（2009年、テレビ朝日）
  - 仮面ライダーG（2009年、テレビ朝日）
  - 仮面ライダーウィザード（2012年 - 2013年、テレビ朝日） - 白い魔法使い（代役）[49]
  - 仮面ライダー鎧武/ガイム（2013年 - 2014年、テレビ朝日）
  - 仮面ライダーガヴ（2024年 - ）
- メタルヒーローシリーズ（テレビ朝日）
  - 超人機メタルダー（1987年 - 1988年） - ゲルドリング[6]
  - 世界忍者戦ジライヤ（1988年 - 1989年） - ガメッシュ[50]、デモスト[50]、ガメッシュ002[50]
  - 特捜エクシードラフト（1992年 - 1993年）
  - 特捜ロボ ジャンパーソン（1993年 - 1994年） - 戦闘ロボット[6]、側近ロボット（第40話）[6]
  - ビーファイターカブト（1996年 - 1997年）
- 電脳警察サイバーコップ（1988年 - 1989年、日本テレビ） - ジュピター[47][51]
- 超光戦士シャンゼリオン（1996年、テレビ東京） - 闇生物[6]

### 映画
- コータローまかりとおる!（1984年） - エキストラ[6]
- 将軍家光の乱心 激突（1989年）
- 江戸城大乱（1991年）
- ヤマトタケル（1994年）
- 人造人間ハカイダー（1995年） - 重武装兵隊長 役
- 陰陽師（2001年）
- 突入せよ! あさま山荘事件（2002年）
- 宣戦布告（2002年） - 陸上自衛隊第14普通科連隊第2小銃隊小隊長・二等陸尉 下河原勝春 役
- 阿修羅城の瞳（2005年）
- SHINOBI-HEART UNDER BLADE-（2005年） - 風待将監 役
- 海賊戦隊ゴーカイジャーVS宇宙刑事ギャバン THE MOVIE（2012年） - ヨゴシュタイン[52]
- 俺たち賞金稼ぎ団（2014年） - 神宮寺 役
- イン・ザ・ヒーロー（2014年） - 忍者 役
- がんばれいわ!!ロボコン ウララ〜!恋する汁なしタンタンメン!!の巻（2020年） - アクションクルー[53]
- スーパー戦隊シリーズ
  - 劇場版 電撃戦隊チェンジマン シャトルベース!危機一髪!（1985年）
  - 劇場版 超新星フラッシュマン（1986年）
  - 劇場版 超新星フラッシュマン 大逆転!タイタンボーイ!!（1986年）
  - 劇場版 光戦隊マスクマン（1987年）
  - 轟轟戦隊ボウケンジャー THE MOVIE 最強のプレシャス（2006年） - クエスター・ガイ[54]
  - 炎神戦隊ゴーオンジャー BUNBUN!BANBAN!劇場BANG!!（2008年） - ヨゴシュタイン[54]
  - 劇場版 炎神戦隊ゴーオンジャーVSゲキレンジャー（2009年） - ゲキバイオレット[54]
  - 侍戦隊シンケンジャー 銀幕版 天下分け目の戦（2009年） - 腑破十臓[55][6]、脂目マンプク[56]、シンケンレッド（代役）[55]
  - 侍戦隊シンケンジャーVSゴーオンジャー 銀幕BANG!!（2010年） - 腑破十臓[57][6]、筋殻アクマロ[57]、ヨゴシュタイン[6]
  - 天装戦隊ゴセイジャー エピックON THEムービー（2010年） - ブレドラン[58]、大門軍団 役
  - 天装戦隊ゴセイジャーVSシンケンジャー エピックon銀幕（2011年） - 血祭のブレドラン、彗星のブレドラン、チュパカブラの武レドラン[59]
  - ゴーカイジャー ゴセイジャー スーパー戦隊199ヒーロー大決戦（2011年）
  - 海賊戦隊ゴーカイジャー THE MOVIE 空飛ぶ幽霊船（2011年）
  - 特命戦隊ゴーバスターズ THE MOVIE 東京エネタワーを守れ!（2012年） - ビートバスター[60]
  - 特命戦隊ゴーバスターズVS海賊戦隊ゴーカイジャー THE MOVIE（2013年）
  - 劇場版 獣電戦隊キョウリュウジャー ガブリンチョ・オブ・ミュージック（2013年）
  - 獣電戦隊キョウリュウジャーVSゴーバスターズ 恐竜大決戦! さらば永遠の友よ（2014年） - ティラノレンジャー[61]、ドゴルド[61]
  - 烈車戦隊トッキュウジャー THE MOVIE ギャラクシーラインSOS（2014年）
  - 烈車戦隊トッキュウジャーVSキョウリュウジャー THE MOVIE（2015年）
  - 手裏剣戦隊ニンニンジャー THE MOVIE 恐竜殿さまアッパレ忍法帖!（2015年） - 弓張重三[62]
  - 手裏剣戦隊ニンニンジャーVSトッキュウジャー THE MOVIE 忍者・イン・ワンダーランド（2016年） - ネロ男爵[63]
  - 劇場版 動物戦隊ジュウオウジャー ドキドキサーカスパニック!（2016年）
  - 劇場版 動物戦隊ジュウオウジャーVSニンニンジャー 未来からのメッセージ from スーパー戦隊（2017年）
  - 宇宙戦隊キュウレンジャー THE MOVIE ゲース・インダベーの逆襲（2017年）
  - 騎士竜戦隊リュウソウジャー THE MOVIE タイムスリップ!恐竜パニック!!（2019年） - ガイゾーグ[64]
  - 機界戦隊ゼンカイジャー THE MOVIE 赤い戦い! オール戦隊大集会!!（2021年）[65]
  - 爆上戦隊ブンブンジャー 劇場BOON! プロミス・ザ・サーキット（2024年） - デイモンサンダー[66][9]
- メタルヒーローシリーズ
  - 劇場版 機動刑事ジバン（1989年） - 戦闘員[6]
  - 特捜ロボジャンパーソン （1993年） - ブランボット
- 仮面ライダーシリーズ
  - 劇場版 仮面ライダー響鬼と7人の戦鬼（2005年）
  - 劇場版 仮面ライダーキバ 魔界城の王（2008年）
  - 劇場版 超・仮面ライダー電王&ディケイド NEOジェネレーションズ 鬼ヶ島の戦艦（2009年）
  - 劇場版 仮面ライダーディケイド オールライダー対大ショッカー（2009年）
  - 仮面ライダー×仮面ライダー×仮面ライダー THE MOVIE 超・電王トリロジー EPISODE YELLOW お宝DEエンド・パイレーツ（2010年）
  - 劇場版 仮面ライダーウィザード in Magic Land（2013年）
  - 仮面ライダー×仮面ライダー 鎧武&ウィザード 天下分け目の戦国MOVIE大合戦（2013年）
  - 平成仮面ライダー20作記念 仮面ライダー平成ジェネレーションズ FOREVER（2018年）
- スーパーヒーロー大戦シリーズ
  - 仮面ライダー×スーパー戦隊 スーパーヒーロー大戦（2012年） - ワルズ・ギル[2]、救星主のブラジラ[61]
  - 仮面ライダー×スーパー戦隊×宇宙刑事 スーパーヒーロー大戦Z（2013年） - シャリバン[61]

### オリジナルビデオ
- スーパー戦隊シリーズ
  - 轟轟戦隊ボウケンジャーVSスーパー戦隊（2007年）
  - 獣拳戦隊ゲキレンジャーVSボウケンジャー（2008年）
  - 炎神戦隊ゴーオンジャー BONBON！BONBON！ネットでBONG!!（2008年）
  - 帰ってきた天装戦隊ゴセイジャー last epic（2011年） - 犯人 役
  - 特命戦隊ゴーバスターズVSビートバスターVS J（2012年）
  - 帰ってきた特命戦隊ゴーバスターズVS動物戦隊ゴーバスターズ（2013年）
  - 忍風戦隊ハリケンジャー 10 YEARS AFTER（2013年）
  - 獣電戦隊キョウリュウジャー でたァ〜ッ! まなつのアームド・オンまつり!!（2013年）
  - 帰ってきた獣電戦隊キョウリュウジャー 100 YEARS AFTER（2014年） - スネルド[11]
  - 行って帰ってきた烈車戦隊トッキュウジャー 夢の超トッキュウ7号（2015年） - トッキュウ7号[3]、ネロ男爵[3]
  - 帰ってきた手裏剣戦隊ニンニンジャー ニンニンガールズVSボーイズ FINAL WARS（2016年） - 弓張重三[4]
  - 動物戦隊ジュウオウジャー スーパー動物大戦（2016年）
  - 帰ってきた動物戦隊ジュウオウジャー お命頂戴!地球王者決定戦（2017年）
  - 炎神戦隊ゴーオンジャー 10 YEARS GRANDPRIX（2018年）
  - 王様戦隊キングオージャーVSドンブラザーズ（2024年）
  - 王様戦隊キングオージャーVSキョウリュウジャー（2024年）
  - 爆上戦隊ブンブンジャーVSキングオージャー（2025年）
- ウィッチクローズ（2002年） - レスタト 役
- 超忍者隊イナズマ!（2006年） - 蟷螂鬼[6]
- 超忍者隊イナズマ!!SPARK（2007年） - 雷電[6]

### 舞台
- スターライト・エクスプレス（1990年）
- 飛龍伝'90 -殺戮の秋-（1990年） - 機動隊員 役
- リング・リング・リング 〜女子プロレス純情物語〜（1992年）
- 飛龍伝'92 -ある機動隊員の愛の記録-（1992年） - 機動隊員 役
- 美少女戦士セーラームーン（1993年 - 1994年） - ネフライト 役
- 飛龍伝'94 -いつの日か白き翼にのって-（1994年） - 機動隊員 役
- 洒落男たち〜モダンボーイズ〜（1994年） - 刑事/青空一家 役
- 音楽劇 ブッダ（1998年）
- 新・幕末純情伝（1998年）
- JAC Vol.3「HIJIKATA-新撰組異聞-」（1999年） - 近藤勇 役
  - JAC Vol.4「TOKYO・2050」（2000年）
  - JAE Presents「忍伝 -Tsurugi-」（2001年）
  - JAE Presents「神風 -Kamikaze-」（2001年）
  - JAE Vol.7「十二人の怒れる人々」（2002年）

- R.U.P
  - 「蒲田行進曲」（2000年） - 若山馬之助 役
  - 「女信長」（2009年） - 服部半蔵 役
  - 「広島に原爆を落とす日」（2010年） - アンサンブル

- ★☆北区つかこうへい劇団
  - 千円劇場「熱海殺人事件 〜蛍が帰って来る日〜」（2003年） - 木村伝兵衛部長刑事 役
  - 千円劇場「熱海殺人事件 〜平壌から来た女刑事〜」（2003年） - 木村伝兵衛部長刑事 役
  - 「蒲田行進曲完結編 銀ちゃんが逝く」（2003年） - 若山馬之助 役
- つかこうへいダブルス
  - 「幕末純情伝」（2003年） - 写真屋 留吉 役
  - 「飛龍伝」（2003年） - 機動隊員・猪熊虎蔵 役
- あずみ（2005年） - 佐敷三兄弟（長男）佐敷いちろう 役
  - あずみ 〜Azumi Returns〜（2006年） - 佐敷三兄弟（長男）佐敷いちろう 役
- ASIAN BEAT FICTION「何日君再来 〜いつの日か君帰る〜」（2007年） - 台湾マフィア「鬼蜘蛛」の幹部 役
- 幕末純情伝（2008年） - 写真屋 留吉 役
- 飛龍伝（2010年2月3日-21日、新橋演舞場） - 機動隊員 役
- 早乙女太一公演「新説・天一坊騒動」（2011年） - 八兵衛 役
  - 早乙女太一特別公演「GOEMON」（2012年） - 我王 役

### ヒーローショー
- 電撃戦隊チェンジマン（1985年、野外劇場）
- 超新星フラッシュマン（1986年、野外劇場） - グリーンフラッシュ 役[6]
- 光戦隊マスクマン（1987年、野外劇場）
- 五星戦隊ダイレンジャー（1993年、野外劇場） - ザイドス 役
- ナンバーワン戦隊ゴジュウジャー（2025年、シアターGロッソ）第２弾　アクション監督補佐
- 野外劇場において、出演作品は不明であるがシャドームーン役を担当。この時の仮面ライダーBLACK RX役は同期の岡元次郎が担当した[6]。

### ゲーム
- クロックタワー3（2002年） - ジョン・ヘイグ（硫酸男） 役
- ファイナルファンタジーVII（2005年） - セフィロス 役
- 忍者外伝（2005年） - ハヤブサ 役

### CM
- NTTドコモ「カラバリンシリーズ」（2001年） - シャイングレー 役

### バラエティ
- 痛快なりゆき番組 風雲!たけし城スペシャル（1987年、TBS系） - 第41回でJACチームの一人として出場。
- 第49回NHK紅白歌合戦（1998年、NHK） - 仮面ライダー2号 役
- トリビアの泉スペシャル（2007年、フジテレビ系） - 犬の主人 役

### イベント
- JAE NAKED LIVE「がんばろう 日本！」（2011年）
- JAE "春"プレミアムイベント ～Jump Up!～（2016年）

### ネットムービー
- JAEオリジナル ショートムービー「華麗なる追跡 TARGET-標的-」（2015年） - 男E 役
- 孝女の誉れ（2018年） - 弥吾七 役
- 冥黒の黙示録 ラケシス（2025年）

## アクションコーディネーター・殺陣

### 舞台
- 少年隊「PLAYZONE」
- ASIAN BEAT FICTION「何日君再来 〜いつの日か君帰る〜」（2007年、台湾）
- 大野智プーシリーズEpisodeI「アマツカゼ〜天つ風〜」（2008年）
- R.U.P「女信長」（2009年）
- 劇団朱雀特別公演「極付 早乙女太一」（2010年）
  - R.U.P「広島に原爆を落とす日」（2010年）
- 劇団EXILE「レッドクリフ 戦」（2011年、青山劇場）
- 早乙女太一公演「新説・天一坊騒動」（2011年）
- 劇団EXILE「影武者独眼竜」（2012年、オリックス劇場 / シアターコクーン）
- 早乙女太一特別公演「GOEMON」（2012年、明治座 / 御園座）
- 神州天馬侠（2013年、明治座 / 中日劇場）
- 巴御前（2013年、明治座）
- AZUMI 幕末編（2014年、新国立劇場中劇場）
  - あずみ 戦国編（2016年、Zeppブルーシアター六本木）
- Dステ17th「夕陽伝」（2015年、サンシャイン劇場）
- 新・幕末純情伝（2016年、天王洲銀河劇場 他）
  - 「新・幕末純情伝」FAKE NEWS（2018年、紀伊國屋ホール）
- グランギニョル（2017年、サンシャイン劇場 他）
- ちるらん 新撰組鎮魂歌（2017年、森ノ宮ピロティーホール 他）
- 松本利夫ワンマンSHOW「MATSUぼっち05 -レコード-」（2017年、品川プリンスホテルクラブex）
- 幼児・小学生・戦隊ファン向け夏休み企画 ももたろう（2018年、ルミネtheよしもと）

### テレビドラマ（アクションコーディネーター・殺陣）
- 戦国★男士（2011年 - 2012年、テレビ神奈川 ほか）

### 特撮テレビドラマ（アクションコーディネーター・殺陣）
- 烈車戦隊トッキュウジャー（2014年 - 2015年）共同、全編代理
- 手裏剣戦隊ニンニンジャー（2015年 - 2016年）共同
- 動物戦隊ジュウオウジャー（2016年 - 2017年）全編代理
- 宇宙戦隊キュウレンジャー（2017年 - 2018年）アクション監督代行（33話 - 35話） - ノンクレジット

### Vシネマ
- 帰ってきた獣電戦隊キョウリュウジャー 100 YEARS AFTER（2014年）
- 行って帰ってきた烈車戦隊トッキュウジャー 夢の超トッキュウ7号（2015年）
- 特捜戦隊デカレンジャー 10 YEARS AFTER（2015年）
- 帰ってきた手裏剣戦隊ニンニンジャー ニンニンガールズVSボーイズ FINAL WARS（2016年）[67]
- 帰ってきた動物戦隊ジュウオウジャー お命頂戴!地球王者決定戦（2017年）[68]
- YOKOHAMA BLACK（2017年）
- ルパンレンジャーVSパトレンジャーVSキュウレンジャー（2019年8月21日発売）アクション監督
- 機界戦隊ゼンカイジャーVSキラメイジャーVSセンパイジャー（2022年）アクション監督[1]

### 配信（アクションコーディネーター・殺陣）
- Amazon Prime Video 有吉弘行の脱ぬるま湯大作戦 シーズン1～火薬と遊園地～（2018年）
- 東映特撮ファンクラブ ツーカイザー×ゴーカイジャー ～ジューンブライドはたぬき味～（2022年）アクション監督[1]